# Anomaloglossus baeobatrachus
Anomaloglossus baeobatrachus е вид жаба от семейство Aromobatidae.

## Разпространение
Видът е разпространен в Бразилия, Суринам и Френска Гвиана.

## Описание
Популацията на вида е стабилна.